# David Braine
David Dimond Conway Braine (ur. 1940, zm. 17 lutego 2017 w Aberdeen) – brytyjski filozof. Zajmował się analityczną filozofią religii i metafizyką.

## Wybrane publikacje
- Medical Ethics and Human Life, (1983)
- The Reality of Time and the Existence of God, (1988)
- The Human Person: Animal and Spirit, (1992, 1993)